# Electrica Serv
Electrica Serv- SA este compania de servicii și mentenanță a companiei Electrica.
A fost înființată în anul 2005, prin hotărâre de guvern.
Electrica Serv are 3 Sucursale de Întreținere și Servicii Energetice (SISE), 18 de Agenții de Întreținere și Servicii Energetice (AISE) la nivel județean și peste 100 de centre zonale și puncte de lucru.
De asemenea deține un parc auto cu peste 3.500 de utilaje și autovehicule.
Cifra de afaceri în 2006: 724,7 milioane lei
Număr de angajați:
| Anul     | 2010  | 2008  | 2007   | 2006   |
| -------- | ----- | ----- | ------ | ------ |
| angajați | 8.000 | 9.828 | 11.500 | 12.000 |